# Jon Ander Aramburu
Jon Ander Aramburu Lamy (San Sebastián, 3 de septiembre de 1992) es un jugador de baloncesto español que con 2 metros y 4 centímetros, actualmente milita en la posición de ala pívot en el Fibwi Palma de la Primera FEB.

## Trayectoria
Formado en las categorías inferiores del Askatuak SaskiBaloi Taldea con el que llegó a debutar en la temporada 2010-11 en Liga EBA, logrando el ascenso a Liga LEB Plata en la temporada siguiente. 
En la temporada 2013-14, firma por la Fundación Baloncesto Fuenlabrada de Liga LEB Plata y en la temporada siguiente con Viten Getafe de la misma categoría.
En la temporada 2016-17, firma por el Club Baloncesto Lucentum Alicante de Liga LEB Plata.
En la temporada 2017-18, firma por el Óbila Club de Basket de Liga LEB Plata.
En la temporada 2018-19, firma por el Club Baloncesto Morón de Liga LEB Plata.
En la temporada 2019-20, firma por el Real Murcia Baloncesto de Liga LEB Plata.
En la temporada 2020-21, firma por el Club Baloncesto Jairis de Liga LEB Plata.
En la temporada 2021-22, firma por el Club Baloncesto Benicarló de Liga LEB Plata.
En la temporada 2022-23, firma por el Club Deportivo UDEA Baloncesto de Liga LEB Plata, con el que jugó un total de 21 partidos con una media de 23,34 minutos por partido en los que anotó un total de 10,7 puntos, capturó 5,9 rebotes y repartió 1,5 asistencias. 
En la temporada 2023-24, firma por el Dai Optical Virtus Molfetta de la Serie B italiana.
El 25 de julio de 2024, firma por Fibwi Palma de Segunda FEB.
El 3 de julio de 2025, tras lograr el ascenso con Fibwi Palma a la Primera FEB, renueva su contrato para debutar en la división de plata del baloncesto español.

## Clubs
- 2010-2013: Askatuak SaskiBaloi Taldea (Liga EBA/Liga LEB Plata)
- 2013-2014 Fundación Baloncesto Fuenlabrada (Liga LEB Plata)
- 2014-2016 Viten Getafe (Liga LEB Plata)
- 2016-2017 Club Baloncesto Lucentum Alicante (Liga LEB Plata)
- 2017-2018 Óbila Club de Basket (Liga LEB Plata)
- 2018-2019 Club Baloncesto Morón (Liga LEB Plata)
- 2019-2020 Real Murcia Baloncesto (Liga LEB Plata)
- 2020-2021 Club Baloncesto Jairis (Liga LEB Plata)
- 2021-2022 Club Baloncesto Benicarló (Liga LEB Plata)
- 2022-2023 Club Deportivo UDEA Baloncesto (Liga LEB Plata)
- 2023-2024 Dai Optical Virtus Molfetta (Serie B)
- 2024-actualidad Fibwi Palma (Liga LEB Plata/Primera FEB)